# 鬼柳文書
鬼柳文書（おにやなぎもんじょ）は、和賀氏庶流で後に南部藩士となった鬼柳家に所伝された約80通の古文書。鎌倉・南北朝・室町期に至る中世文書で、鬼柳家始祖の和賀郡総領職和賀氏の出自に関して、残されている系図から武蔵七党の横山姓小野氏の一戸領主、中条出羽守司時長の出で、苅田義季の子、和賀義行の時に和賀郡の惣領を帯したとされている。また、南北朝時代の領地紛争に関する訴訟の幕府提出資料として、和賀義行の子らの名前と、与えられた領地が書かれている。吉野朝方の鎮守府将軍北畠顕信の岩手郡滴石在城もこの文書で判明した。
現在、東北大学に架蔵されている。